# Ballad of a Thin Man
"Ballad of a Thin Man" é uma canção escrita pelo músico e compositor norte-americano Bob Dylan, lançada como a última faixa no lado A de seu sexto álbum, Highway 61 Revisited, em 1965.

## Gravação
Dylan gravou "Ballad of a Thin Man" no Studio A da Columbia Records em Nova Iorque, localizado na 799 Seventh Avenue, ao norte da West 52nd Street em 22 de agosto de 1965. O produtor de discos Bob Johnston foi responsável pela sessão, e os músicos de apoio foram Mike Bloomfield na guitarra, Bobby Gregg na bateria, Harvey Goldstein no baixo, Al Kooper no órgão, e o próprio Dylan tocando piano. Impulsionado pelos sombrios acordes de piano do cantor, que contrastam com uma melodia de órgão de filme de terror interpretada por Kooper, essa música foi descrita pelo organista como "musicalmente mais sofisticada do que qualquer outra coisa no álbum Highway 61 Revisited".
Kooper lembrou que no final da sessão, quando os músicos ouviram a reprodução da canção, o baterista Bobby Gregg disse, "Essa é uma música desagradável, Bob". Kooper acrescenta, "Dylan era o Rei da Música Desagradável naquele momento".

## Significado
A canção gira em torno dos infortúnios de um Senhor Jones, que continua se atrapalhando em situações estranhas, e quanto mais perguntas ele faz, menos o mundo faz sentido. O crítico Andy Gill chamou a música de "uma das inquisições mais implacáveis de Dylan, um furioso e desdenhoso se escondendo de um intruso burguês no mundo moderno de aberrações e esquisitões que Dylan agora habita".
Em agosto de 1965, logo após a gravação da canção, quando questionado por Nora Ephron e Susan Edmiston sobre a identidade do Senhor Jones, Dylan foi inexpressivo: "Ele é uma pessoa real. Você o conhece, mas não com esse nome... Eu o vi entrar no quarto uma noite e ele parecia um camelo. Ele começou a colocar os olhos no bolso. Eu perguntei a esse cara quem ele era e ele disse, 'Aquele é o Senhor Jones.' Então eu perguntei a esse gato, 'Ele não faz nada além de colocar os olhos no bolso?' E ele me disse, 'Ele coloca o nariz no chão.' Está tudo aí, é uma história verdadeira." Numa coletiva de imprensa em São Francisco em dezembro, o músico forneceu mais informações sobre o Senhor Jones: "Ele é um armador de pinos. Ele também usa suspensórios."
Em março de 1986, Dylan disse a sua platéia no Japão: "Esta é uma música que escrevi há algum tempo em resposta a pessoas que me fazem perguntas o tempo todo. Você se cansa disso de vez em quando. Você simplesmente não quer responder a mais nenhuma pergunta. Eu acho que a vida de uma pessoa fala por si mesma, certo? Então, de vez em quando você tem que fazer esse tipo de coisa, tem que colocar alguém em seu lugar... Então, esta é minha resposta a algo que aconteceu na Inglaterra. Acho que foi por volta de '63, '64. [sic] De qualquer forma a música ainda se mantém. Parece ter pessoas ainda assim por aí. Então eu ainda canto. É chamada 'Ballad Of A Thin Man'."
Há especulações se o Senhor Jones foi baseado em algum jornalista. Em 1975, o repórter Jeffrey Jones "divulgou" a si mesmo num artigo da Rolling Stone, descrevendo como ele havia tentado entrevistar Dylan no Newport Folk Festival de 1965. Quando o cantor e sua comitiva se depararam com o desafortunado repórter na sala de jantar do hotel, Dylan gritou ironicamente: "Sr Jones! Começando tudo de novo, Senhor Jones?" Quando Bill Flanagan perguntou a Dylan, em 1990, se um repórter poderia reivindicar todo o crédito para o Senhor Jones, ele respondeu: "Havia muitos Senhores Jones naquela época. Obviamente, deve ter havido uma quantidade enorme deles para eu escrever aquela música em particular. Foi tipo, 'Oh cara, aqui está o milésimo Senhor Jones'."

## Interpretações
O crítico Mike Marqusee escreve que "Ballad of a Thin Man" pode ser lida como "uma das canções de protesto mais puras já cantadas", com sua visão mordaz "da mídia, seu interesse e inabilidade em compreender [Dylan] e sua música". Para Marqusee, a música tornou-se o hino de um grupo, desgostosa com o velho, animada com o novo... exaltado por sua descoberta de outras pessoas que compartilharam seus sentimentos", com seu refrão "Algo está acontecendo aqui/ Mas você não sabe do que se trata/ Sabe, Sr. Jones?" epitomando a "exclusividade hip" da contracultura emergente. Robert Shelton descreve o personagem central da canção, o Senhor Jones, como "um dos maiores arquétipos de Dylan", caracterizando-o como "um filisteu ... superficialmente educado e bem produzido, mas não muito inteligente sobre as coisas que contam."
Andy Gill refere-se a "uma interpretação fascinante, embora um pouco tênue, da música como uma 'saída' homossexual". Escreve que esta interpretação é baseada na "inferência cumulativa de referências" a uma série de imagens na música: "lápis em sua mão", "te dá um osso", "contatos entre os lenhadores", "engolidor de espada", "ele aperta seus saltos altos", "ele diz, 'aqui está sua garganta de volta, obrigado pelo empréstimo'", "anão de um olho" e "me dê um pouco de leite". Gill é cético sobre essa ideia, que ele alega ter aparecido em sites da internet dedicados ao trabalho de Dylan, e escreveu que "é provavelmente mais um indicativo das armadilhas da interpretação do que a intenção de Dylan com a música"; ele acrescenta que a canção "condena o desejo de interpretar com naturalidade aquilo que não entendemos imediatamente."
Huey Newton e outros no Partido dos Panteras Negras admiravam a música, assim como Stokely Carmichael. Newton interpretou as letras como sendo sobre o racismo.

## Lançamentos
A música foi originalmente lançada em 1965 no álbum Highway 61 Revisited. Uma tomada incompleta da música, imediatamente anterior à tomada mestre e com preenchimentos de órgãos de Paul Griffin, foi lançada nas edições de 6 e 18 discos de The Bootleg Series Vol. 12: The Cutting Edge 1965–1966 em 2015.
Dylan lançou gravações da música ao vivo em Before the Flood (1974; gravado em 14 de fevereiro de 1974), Bob Dylan at Budokan (1979; gravado em 1º de março de 1978), Real Live (1984; gravado em 7 de julho de 1984), Hard to Handle (vídeo, 1986; gravado em 24 de fevereiro de 1986), The Bootleg Series Vol. 4: Bob Dylan Live 1966, The "Royal Albert Hall" Concert (1998; gravado em 17 de maio de 1966), The Bootleg Series Vol. 7: No Direction Home: The Soundtrack (2005; gravado em 20 de maio de 1966), e The Bootleg Series Vol. 13: Trouble No More 1979–1981 (edição de luxo) (2017; gravado em 27 de junho de 1981).

## Legado e versões posteriores
A canção foi referenciado pelos Beatles em sua música "Yer Blues" (1968). Na música escrita por John Lennon, o vocalista descreve o personagem como "suicida", e que ele se sente "igual ao Senhor Jones de Dylan".
"Ballad of a Thin Man" foi regravada por diversos artistas, incluindo:
- The Grass Roots: Where Were You When I Needed You (1966)
- The Sports: The Sports Play Dylan (and Donovan) (1981)
- Top Jimmy & The Rhythm Pigs: Pigus Drunkus Maximus (1987)
- Paul Ubana Jones: The Things Which Touch Me So (1992)
- Uncle Green: Tribute to Bob Dylan, Volume 2 (1995)
- Calamity Jane: Outlaw Blues, Volume 2 (1995)
- Golden Earring: Love Sweat (1995)
- Elliott Smith tocou a música ao vivo de vez em quando, e existem bootlegs de sua capa
- Grateful Dead: Postcards of the Hanging: Grateful Dead Perform the Songs of Bob Dylan (2002)
- Robyn Hitchcock: Robyn Sings (2002)
- Kula Shaker: Kollected (2003)
- Willard Grant Conspiracy: Let It roll (2006)
- Jamie Saft Trio com Mike Patton: Trouble: The Jamie Saft Trio Plays Bob Dylan (2006)
- Enrique Bunbury
- Stephen Malkmus And The Million Dollar Bashers: trilha sonora de I'm Not There  (2007)
- Laibach: Projekt Bob Dylan: Postani prostovoljec (2011), CD lançado pela Embaixada dos Estados Unidos em Liubliana, Eslovênia[16][17]
- Deep Schrott: Deep Schrott Plays Dylan and Eisler (2011)
- Triggerfinger: Faders up 2 – Live in Amsterdam (2012) Ao vivo em Vooruit, Ghent, Bélgica, para Rádio 1